# Rhynchosia pinnata
Rhynchosia pinnata är en ärtväxtart som beskrevs av William Henry Harvey. Rhynchosia pinnata ingår i släktet Rhynchosia och familjen ärtväxter. Inga underarter finns listade i Catalogue of Life.